# Пасіфік-Джанкшен (Айова)
Пасіфік-Джанкшен (англ. Pacific Junction) — місто (англ. city) в США, в окрузі Міллс штату Айова. Населення — 96 осіб (2020).

## Географія
Пасіфік-Джанкшен розташований за координатами 41°1′5″ пн. ш. 95°47′58″ зх. д. / 41.01806° пн. ш. 95.79944° зх. д. (41.017989, -95.799562).  За даними Бюро перепису населення США в 2010 році місто мало площу 1,96 км², уся площа — суходіл.

## Демографія
Згідно з переписом 2010 року, у місті мешкала 471 особа в 196 домогосподарствах у складі 138 родин. Густота населення становила 240 осіб/км².  Було 208 помешкань (106/км²).
Расовий склад населення:
| - 96,0 % — білих - 0,6 % — корінних американців - 0,4 % — вихідців з тихоокеанських островів - 1,3 % — осіб інших рас |

До двох чи більше рас належало 1,7 %. Частка іспаномовних становила 2,1 % від усіх жителів.
За віковим діапазоном населення розподілялося таким чином: 18,3 % — особи молодші 18 років, 68,1 % — особи у віці 18—64 років, 13,6 % — особи у віці 65 років та старші. Медіана віку мешканця становила 45,1 року. На 100 осіб жіночої статі у місті припадало 93,0 чоловіків;  на 100 жінок у віці від 18 років та старших — 86,9 чоловіків також старших 18 років.
Середній дохід на одне домашнє господарство  становив 52 879 доларів США (медіана — 39 688), а середній дохід на одну сім'ю — 62 260 доларів (медіана — 43 750). Медіана доходів становила 36 667 доларів для чоловіків та 37 500 доларів для жінок. За межею бідності перебувало 12,3 % осіб, у тому числі 22,0 % дітей у віці до 18 років та 12,2 % осіб у віці 65 років та старших.
Цивільне працевлаштоване населення становило 156 осіб. Основні галузі зайнятості: освіта, охорона здоров'я та соціальна допомога — 35,9 %, будівництво — 14,1 %, роздрібна торгівля — 10,9 %, транспорт — 8,3 %.